# ناوشکن کلاس ولف
دیسترویر کلاس ولف (به انگلیسی: Wolf-class destroyer) یک کلاس از کشتی است که طول آن 70.5 m می‌باشد.